# Mantellizaur
Mantellizaur (Mantellisaurus) – rodzaj roślinożernego dinozaura z kladu Iguanodontia. Żył we wczesnej kredzie (ok. 135-113 mln lat temu) na terenach współczesnej Europy. Długość ciała ok. 7 m, wysokość ok. 2,5 m. Masę holotypu Paul ocenił na około 750 kg. Jego szczątki znaleziono w Anglii.
Początkowo mantellizaur został zaklasyfikowany jako Iguanodon atherfieldensis. Dopiero w 2006 r. Gregory S. Paul uznał go za nowy rodzaj dinozaurów. Z analizy kladystycznej przeprowadzonej przez McDonalda, Barretta i Chapman (2010), wynika, że Mantellisaurus atherfieldensis jest taksonem siostrzanym do Dollodon bampingi i że oba te gatunki są najbardziej bazalnymi przedstawicielami kladu obejmującego hadrozaury i wszystkie taksony mające bliższego ostatniego wspólnego przodka z nimi niż z Iguanodon (tj. kladu Hadrosauroidea sensu Sereno, 2005). McDonald (2012) uznał M. atherfieldensis za starszy synonim Dollodon bampingi i prawdopodobnie również Proplanicoxa galtoni.